# Fußball-Bundesliga 2016-2017 (Austria)
La Fußball-Bundesliga 2016-2017 (chiamata ufficialmente tipp-3 Bundesliga powered by T-Mobile per motivi di sponsorizzazione) è stata la 105ª edizione del campionato di calcio austriaco. La stagione è iniziata il 22 luglio 2016 ed è terminata il 28 maggio 2017 (con una pausa invernale da dicembre 2016 al febbraio 2017). Il Salisburgo si è confermato campione per la quarta edizione consecutiva.

## Stagione

### Novità
Il Salisburgo è la squadra campione in carica, il Sportverein Grödig è retrocesso nella Erste Liga e promossa in Fußball-Bundesliga è la squadra del Sankt Pölten.

### Formula
Il campionato prevede un girone all'italiana con doppie partite d'andata e ritorno, per un totale di 36 giornate. Le 10 squadre partecipanti incontrano le avversarie 4 volte, 2 in casa e 2 in trasferta.
Al termine della stagione, la squadra 1ª classificata ottiene la qualificazione all'edizione successiva della Champions League, partendo dal secondo turno preliminare.
In Europa League si qualificano la 2ª classificata (partendo dal secondo turno preliminare) e la 3ª classificata (partendo dal primo turno preliminare).
La 10ª ed ultima classificata retrocede in Erste Liga.

## Squadre partecipanti
| Club             | Città            | Stadio                 | Posizione 2015-2016    | Dettaglio |
| ---------------- | ---------------- | ---------------------- | ---------------------- | --------- |
| Admira Wacker M. | Mödling          | Bundesstadion Südstadt | 4º posto               | 2016-2017 |
| Altach           | Altach           | Schnabelholz           | 8º posto               | 2016-2017 |
| Austria Vienna   | Vienna           | Franz Horr             | 3º posto               | 2016-2017 |
| Mattersburg      | Mattersburg      | Pappelstadion          | 9º posto               | 2016-2017 |
| Rapid Vienna     | Vienna           | Gerhard Hanappi        | 2º posto               | 2016-2017 |
| Ried             | Ried im Innkreis | Keine Sorgen Arena     | 7º posto               | 2016-2017 |
| Salisburgo       | Salisburgo       | Wals-Siezenheim        | Campione d'Austria     | 2016-2017 |
| St. Pölten       | Sankt Pölten     | NV Arena               | 1º posto in Erste Liga | 2016-2017 |
| Sturm Graz       | Graz             | Graz-Liebenau          | 5º posto               | 2016-2017 |
| Wolfsberger      | Wolfsberg        | Lavanttal Arena        | 6º posto               | 2016-2017 |

## Allenatori
| Club           | Allenatore                                     |
| -------------- | ---------------------------------------------- |
| Admira Wacker  | Ernst Baumeister                               |
| Altach         | Damir Canadi (1ª- 14ª) Werner Grabherr (15ª -) |
| Austria Vienna | Thorsten Fink                                  |
| Rapid Vienna   | Michael Büskens (1ª- 13ª) Damir Canadi (15ª -) |
| SV Ried        | Christian Benbennek                            |
| Salisburgo     | Óscar García                                   |
| St. Pölten     | Karl Daxbacher                                 |
| Sturm Graz     | Franco Foda                                    |
| SV Mattersburg | Ivica Vastić                                   |
| Wolfsberger AC | Heimo Pfeifenberger                            |

## Classifica
Aggiornata al 28 maggio 2017
|                    | Pos. | Squadra          | Pt | G  | V  | N  | P  | GF | GS | DR  |
| ------------------ | ---- | ---------------- | -- | -- | -- | -- | -- | -- | -- | --- |
| Austria (bandiera) | 1.   | Salisburgo       | 81 | 36 | 25 | 6  | 5  | 74 | 24 | +50 |
|                    | 2.   | Austria Vienna   | 63 | 36 | 20 | 3  | 13 | 72 | 50 | +22 |
|                    | 3.   | Sturm Graz       | 60 | 36 | 19 | 3  | 14 | 55 | 39 | +16 |
|                    | 4.   | Altach           | 53 | 36 | 15 | 8  | 13 | 46 | 49 | -3  |
|                    | 5.   | Rapid Vienna     | 46 | 36 | 12 | 10 | 14 | 52 | 42 | +10 |
|                    | 6.   | Admira Wacker M. | 46 | 36 | 13 | 7  | 16 | 36 | 55 | -19 |
|                    | 7.   | Mattersburg      | 43 | 36 | 12 | 7  | 17 | 39 | 54 | -15 |
|                    | 8.   | Wolfsberger      | 42 | 36 | 11 | 9  | 16 | 40 | 59 | -19 |
|                    | 9.   | St. Pölten       | 37 | 36 | 9  | 10 | 17 | 41 | 60 | -19 |
|                    | 10.  | Ried             | 35 | 36 | 10 | 5  | 21 | 33 | 56 | -23 |

Legenda:

      Campione d'Austria e ammessa alla UEFA Champions League 2017-2018
      Ammesse alla UEFA Europa League 2017-2018
      Retrocesse in Erste Liga 2017-2018
Note:

Tre punti a vittoria, uno a pareggio, zero a sconfitta.
In caso di arrivo di due o più squadre a pari punti, la graduatoria verrà stilata secondo la classifica avulsa tra le squadre interessate che prevede, in ordine, i seguenti criteri:
- Punti negli scontri diretti
- Differenza reti negli scontri diretti
- Differenza reti generale
- Reti realizzate in generale
- Sorteggio

## Risultati
|                       | Awm  | Alt  | Auv  | Mat  | Rie  | Rav    | Sal  | Spo  | Stg  | Wol    |
| --------------------- | ---- | ---- | ---- | ---- | ---- | ------ | ---- | ---- | ---- | ------ |
| Admira Wacker Modling | –––– | 1-2  | 0-2  | 1-0  | 1-2  | 1-0    | 0-4  | 1-1  | 0-3  | 4-1    |
| Altach                | 2-0  | –––– | 5-1  | 2-1  | 1-0  | 1-0    | 0-0  | 3-1  | 1-1  | 1-0    |
| Austria Vienna        | 1-2  | 3-1  | –––– | 3-1  | 1-4  | 2-0    | 1-3  | 2-1  | 2-0  | 4-1    |
| Mattersburg           | 0-1  | 1-2  | 0-2  | –––– | 1-1  | 1-1    | 2-1  | 1-1  | 0-2  | 3-1    |
| Rapid Vienna          | 4-0  | 1-1  | 0-2  | 3-0  | –––– | 5-0    | 0-0  | 1-0  | 1-2  | 0-1    |
| Ried                  | 1-1  | 2-1  | 1-1  | 2-1  | 4-2  | ––––\| | 0-2  | 1-2  | 1-0  | 0-1    |
| Salisburgo            | 4-1  | 4-1  | 4-1  | 3-1  | 2-1  | 1-0    | –––– | 2-0  | 0-1  | 1-1    |
| Sankt Pölten          | 2-1  | 0-1  | 1-2  | 2-2  | 1-1  | 2-3    | 1-5  | –––– | 1-3  | 0-4    |
| Sturm Graz            | 0-2  | 3-1  | 3-1  | 2-2  | 1-1  | 1-0    | 3-1  | 1-2  | –––– | 3-0    |
| Wolfsberger           | 5-0  | 1-2  | 0-3  | 3-0  | 1-1  | 1-0    | 2-2  | 1-1  | 0-4  | ––––\| |

|                       | Awm  | Alt  | Auv  | Mat  | Rav  | Rie  | Sal  | Spo  | Stg  | Wol    |
| --------------------- | ---- | ---- | ---- | ---- | ---- | ---- | ---- | ---- | ---- | ------ |
| Admira Wacker Modling | –––– | 1-1  | 1-6  | 0-2  | 3-2  | 1-0  | 1-1  | 2-0  | 1-0  | 3-2    |
| Altach                | 0-0  | –––– | 1-1  | 3-0  | 3-1  | 0-2  | 0-5  | 1-2  | 1-2  | 2-1    |
| Austria Vienna        | 0-2  | 1-3  | –––– | 2-0  | 1-1  | 3-0  | 2-3  | 1-2  | 4-1  | 3-0    |
| Mattersburg           | 2-0  | 1-0  | 0-3  | –––– | 1-3  | 2-1  | 2-1  | 1-0  | 1-0  | 2-1    |
| Rapid Vienna          | 0-0  | 3-0  | 0-2  | 1-1  | –––– | 3-1  | 0-1  | 2-1  | 1-0  | 4-0    |
| Ried                  | 1-0  | 2-0  | 0-3  | 2-3  | 3-0  | –––– | 1-6  | 1-1  | 0-3  | 1-1    |
| Salisburgo            | 2-0  | 1-0  | 5-0  | 1-0  | 1-0  | 1-1  | –––– | 2-0  | 1-0  | 3-0    |
| Sankt Pölten          | 2-2  | 3-3  | 2-1  | 1-0  | 1-1  | 1-0  | 1-2  | –––– | 2-1  | 1-1    |
| Sturm Graz            | 2-1  | 3-0  | 0-4  | 0-2  | 2-1  | 1-0  | 0-1  | 3-2  | –––– | 4-0    |
| Wolfsberger           | 1-1  | 0-0  | 2-1  | 2-2  | 2-1  | 1-0  | 0-2  | 1-0  | 1-0  | ––––\| |

### Classifica marcatori
| Gol |  |  | Giocatore             | Squadra          |
| --- |  |  | --------------------- | ---------------- |
| 17  |  |  | Olarenwaju Kayode     | Austria Vienna   |
| 16  |  |  | Deni Alar             | Sturm Graz       |
| 12  |  |  | Hwang Hee-Chan        | Salisburgo       |
| 11  |  |  | Alexander Grünwald    | Austria Vienna   |
| 11  |  |  | Takumi Minamino       | Salisburgo       |
| 10  |  |  | Christoph Monschein   | Admira Wacker M. |
| 10  |  |  | Dimitri Oberlin       | Altach           |
| 10  |  |  | Nikola Dovedan        | Altach           |
| 8   |  |  | Jonathan Soriano      | Salisburgo       |
| 8   |  |  | Joelinton             | Rapid Vienna     |
| 8   |  |  | Patrick Bürger        | Mattersburg      |
| 8   |  |  | Raphael Holzhauser    | Austria Vienna   |
| 8   |  |  | Ismael Tajouri        | Austria Vienna   |
| 8   |  |  | Christoph Knasmüllner | Admira Wacker M. |
| 7   |  |  | Moumi Ngamaleu        | Altach           |
| 7   |  |  | Valon Berisha         | Salisburgo       |
| 7   |  |  | Philipp Prosenik      | Wolfsberger      |
| 7   |  |  | Lucas Venuto          | Austria Vienna   |
| 7   |  |  | Giorgi Kvilitaia      | Rapid Vienna     |
| 6   |  |  | Stefan Lainer         | Salisburgo       |
| 6   |  |  | Thorsten Röcher       | Mattersburg      |
| 6   |  |  | Marc Andre Schmerböck | Sturm Graz       |
| 6   |  |  | Maximilian Sax        | Admira Wacker M. |
| 6   |  |  | Peter Žulj            | Ried             |
| 5   |  |  | Barış Atik            | Sturm Graz       |
| 5   |  |  | Kevin Friesenbichler  | Austria Vienna   |
| 5   |  |  | Patrick Möschl        | Ried             |
| 5   |  |  | Louis Schaub          | Rapid Vienna     |
| 5   |  |  | Stefan Schwab         | Rapid Vienna     |
| 5   |  |  | Stefan Hierländer     | Sturm Graz       |
| 5   |  |  | Tamás Szántó          | Rapid Vienna     |

## Verdetti finali
- Salisburgo (1º classificato) Campione di Austria 2016-2017 e qualificato al secondo turno preliminare della UEFA Champions League 2017-2018.
- Austria Vienna (2º classificato) qualificato al terzo turno preliminare della UEFA Europa League 2017-2018, Sturm Graz (3º classificato) qualificato al secondo turno preliminare, Altach (4º classificato) qualificato al primo turno preliminare.
- Ried retrocesso in Erste Liga 2017-2018.